# Lasioglossum pronotale
Lasioglossum pronotale är en biart som beskrevs av Ebmer 2002. Lasioglossum pronotale ingår i släktet smalbin, och familjen vägbin. Inga underarter finns listade i Catalogue of Life.